# Convívios Fraternos

## Convívios Fraternos

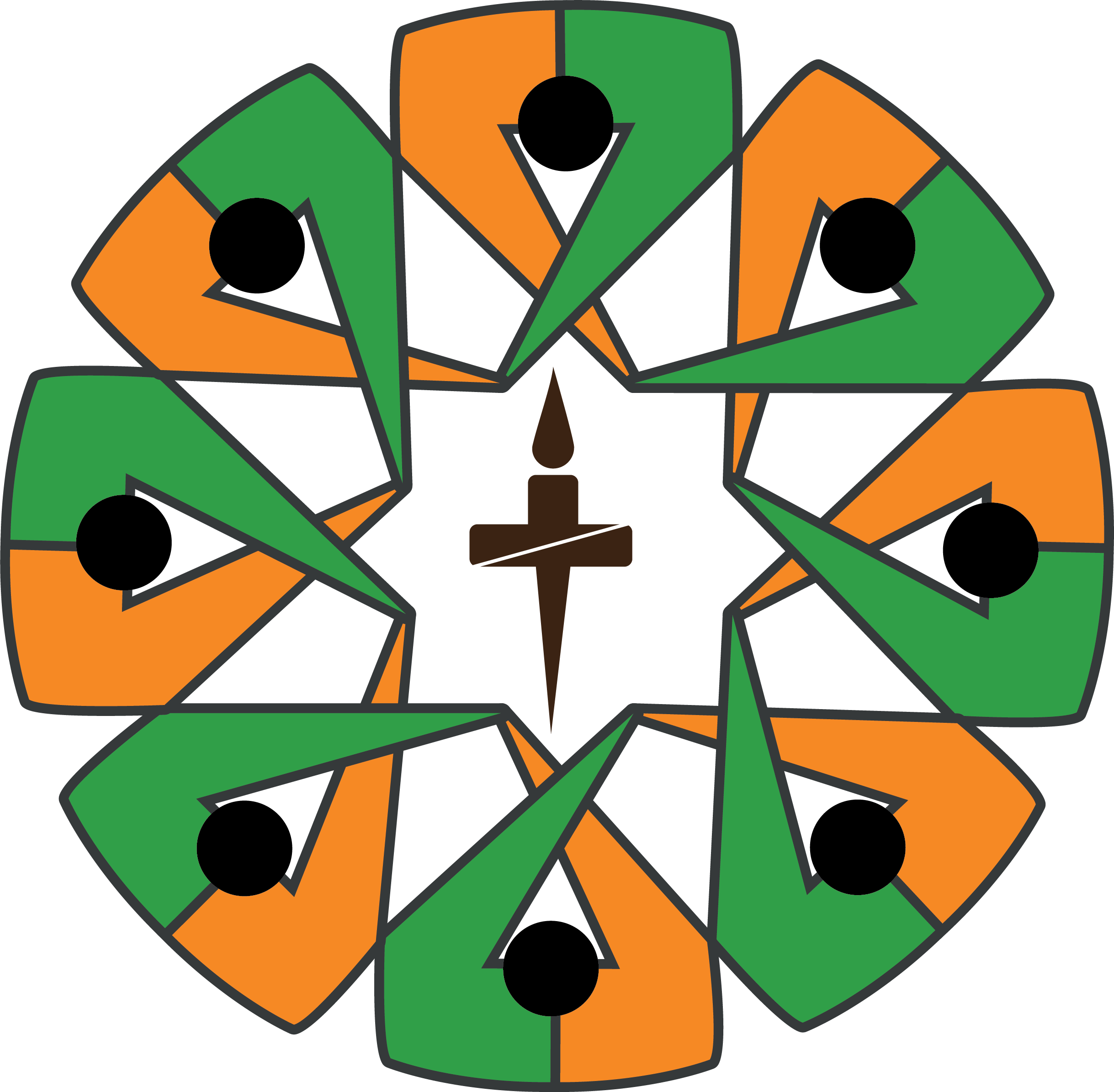
Logotipo do Movimento dos Convívios Fraternos

Os Convívios Fraternos são um movimento que se insere na Igreja Católica.
Nasceram em Portugal em 1968 pela mão do Pe. Valente de Matos, então capelão militar.
Trata-se de um movimento juvenil, ou seja, os jovens estão no princípio dinamizador e no horizonte deste movimento.
É um movimento laical que encontra nos sacerdotes um apoio mas não a sua estrutura essencial.
É um movimento eclesial que nasceu na Igreja e para a Igreja e só tem sentido na Igreja.

## Descrição
O Convívio Fraterno destina-se a jovens de ambos os sexos com 18 anos ou mais, estudantes ou trabalhadores, com ou sem grau académico.
Deverão ser jovens com uma iniciação feita na paróquia, alguma inquietação religiosa e preparados para viver três dias que se pretendem ser de reflexão séria.
Os Convívios Fraternos têm uma dinâmica própria.
Realizam-se durante três dias em regime de internato para rapazes e raparigas.
Os três dias são uma oportunidade para um encontro consigo próprios, com os outros e com Deus, tudo em ambiente de festa.
Os três dias terminam com um encerramento aberto a todos os interessados.
Depois do Convívio Fraterno, os jovens convivas são convidados a integrar os diversos grupos de jovens da Paróquia a que pertencem realizando aí um trabalho e uma formação que visam o crescimento na fé e a colaboração na edificação da Igreja.
O movimento dos Convívios Fraternos proporciona-lhes ainda a participação num Pós-Convívio, nos encerramentos de posteriores Convívios e ainda na participação no Convívio Animação Nacional que se realiza em Fátima.